# Талас (Райимбецький район)
Тала́с (каз. Талас) — село у складі Райимбецького району Алматинської області Казахстану. Входить до складу Шалкодинського сільського округу.
Населення — 1107 осіб (2021; 1682 у 2009, 1718 у 1999, 1711 у 1989).